# 三宅麻美
三宅 麻美（みやけ まみ）は、日本のクラシック・ピアニスト、ピアノ教育者。

## 経歴
神奈川県生まれ。東京芸術大学器楽科ピアノ専攻卒業。ドイツ国立ベルリン芸術大学卒業、同大学院演奏家コースを修了し、ドイツ国家演奏家資格取得。イモラ国際ピアノアカデミーをディプロマを得て卒業。
小笠原二郎、助川陽子、辛島輝治、クラウス・ヘルヴィッヒ、レオニード・マルガリウス、ボリス・ペトルシャンスキーに師事。
2008年日本人初となる「ショスタコーヴィチ《24の前奏曲とフーガ》全曲」のCDを発売。
「三宅麻美 ショスタコーヴィチ・シリーズ」のほか、「ベートーヴェン・ピアノ・ソナタ全曲演奏会」、N響メンバーとの「ベートーヴェン室内楽シリーズ」（ピアノ・トリオ、ヴァイオリン・ソナタ、チェロ・ソナタ各全曲）などの演奏会を行っている。
洗足学園音楽大学講師。

## 受賞歴
- 1982年 第36回 全日本学生音楽コンクール全国大会第1位[7]
- 1997年 第48回 ヴィオッティ国際音楽コンクール第4位

- 1998年 第1回 ガンドルフィ国際ピアノコンクール第2位及び特別賞

- 1998年 第2回 堺国際ピアノコンクール第3位

- 1998年 第25回 パルマ・ドーロ（フィナーレ・リグレ）国際音楽コンクール最高位[8]

- 2000年 第9回  TIM国際音楽コンクール[9]第2位